# تیم کلوزه
تیم کلوزه (آلمانی: Timm Klose؛ زادهٔ ۹ مهٔ ۱۹۸۸) بازیکن فوتبال اهل سوئیس آلمانتبار است.
از باشگاه‌هایی که در آن بازی کرده‌است می‌توان به باشگاه فوتبال نورنبرگ، باشگاه فوتبال نوریچ سیتی، باشگاه فوتبال وولفسبورگ، باشگاه فوتبال تون، و باشگاه فوتبال بازل اشاره کرد.
وی همچنین در تیم‌های ملی فوتبال زیر ۲۱ سال سوئیس و سوئیس بازی کرده‌است.